# Eurogamer

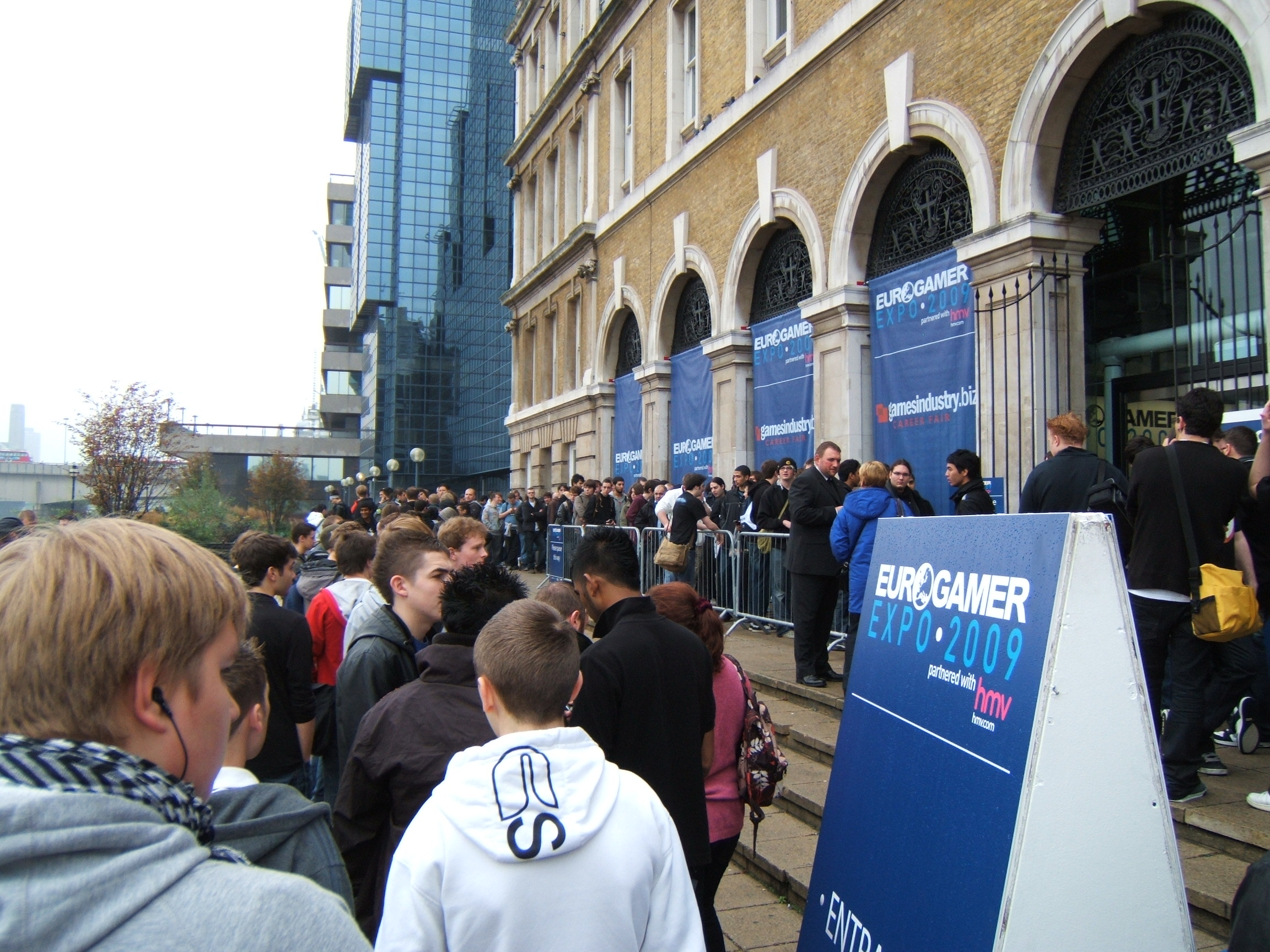
Eurogamer Expo 2009, utanför huvudingången till Old Billingsgate Market

Eurogamer är ett europeiskt nätverk av webbplatser med huvudsäte i Brighton, som fokuserar på nyheter, recensioner, förhandsvisningar och intervjuer inom TV- och datorspelsvärlden. Den brittiska sajten startades september 1999 och varumärket ägs av Gamer Network samt bröderna Rupert och Nick Loman. Nuvarande chefredaktör för den engelska utgåvan är Oli Welsh som haft rollen sedan 2014.
2010 skapades en svensk version av Eurogamer som lades ner 2014. I mars 2015 startade sidan upp på nytt med ny redaktion med Andréas Göransson som chefredaktör. I december 2016 lades även denna version ner.